# ジョンストン郡 (オクラホマ州)
座標: 北緯34度19分 西経96度40分 / 北緯34.31度 西経96.66度
ジョンストン郡（ジョンストンぐん、英: Johnston County）は、アメリカ合衆国オクラホマ州にある郡。2000年の人口は10,513人で、郡庁所在地はティショミンゴ (Tishomingo) である。

## 地理
アメリカ合衆国国勢調査局によると、この郡は総面積1,705 km2 (658 mi2) である。このうち1,669 km2 (644 mi2) が陸地で、36 km2 (14 mi2) が水地域である。総面積の2.09%が水地域となっている。

### 隣接する郡
- ポントトク郡（北）
- コール郡（北東）
- アトカ郡（東）
- ブライアン郡（南東）
- マーシャル郡（南）
- カーター郡（西）
- マレー郡（北西）

### 郡内の幹線道路
- 国道377号線
- 州道1号線
- 州道7号線
- 州道22号線
- 州道48号線
- 州道78号線

### 国立保護区
- ティショミンゴ国立野生生物保護区（部分管轄）

## 人口動静

2000年のジョンストン郡の人口ピラミッド

2000年現在の国勢調査で、この郡は10,513人、4,057世帯、及び2,900家族が暮らしている。人口密度は6/km2 (16/mi2) で、3/km2 (7/mi2) の平均的な密度に4,782軒の住居が建っている。この郡の人種的構成は白人76.09%、黒人（アフリカ系）1.66%、先住民15.32%、アジア系0.27%、太平洋諸島系0.05%、その他の人種1.24%、及び混血5.38%で、人口の2.47%がヒスパニックまたはラテン系である。住民の97.0%が英語、1.6%がスペイン語、1.2%がチャクトー語をそれぞれ母語としている。
4,057世帯のうち、31.30%は18歳未満の子供と暮らしており、56.60%は夫婦で生活している。10.70%は未婚の女性が世帯主であり、28.50%は家族以外の住人と同居している。25.20%は独身の居住者が住んでおり、12.20%は65歳以上で独居である。1世帯あたりの平均人数は2.53人であり、家庭の場合は3.02人である。
郡内の住民の年齢別構成は25.50%が18歳未満の未成年、18歳以上24歳以下が9.70%、25歳以上44歳以下が25.00%、45歳以上64歳以下が24.30%、および65歳以上が15.40%となっている。中央値年齢は38歳である。女性100人ごとに対して男性は96.80人いて、18歳以上の女性100人ごとに対して男性は94.10人いる。
この郡の世帯ごとの平均的な収入は24,592米ドルであり、家族ごとでは30,292米ドルである。男性の25,240米ドルに対して女性は19,868米ドルの平均的な収入がある。この郡の一人当たりの収入 (per capita income) は13,747米ドルである。人口の22.00%、家族の17.80%は貧困線以下である。18歳未満の28.00%および65歳以上の19.30%は貧困線以下の生活を送っている。

## 都市および町
- ブロマイド (en:Bromide, Oklahoma) コール郡にまたがって位置する
- マンズヴィル (en:Mannsville, Oklahoma)
- ミルバーン (en:Milburn, Oklahoma)
- ミル・クリーク (en:Mill Creek, Oklahoma)
- ラヴィア (en:Ravia, Oklahoma)
- ティショミンゴ (en:Tishomingo, Oklahoma)
- ワパヌクカ (en:Wapanucka, Oklahoma)